# Alfons z Poitiers
Alfons z Poitiers (francouzsky Alphonse de France, 11. listopadu 1220, Poissy – 21. srpna 1271, Corneto u Sieny) byl hrabě z Poitiers a Toulouse, provensálský markýz a velký přívrženec křižáckých výprav.

## Život

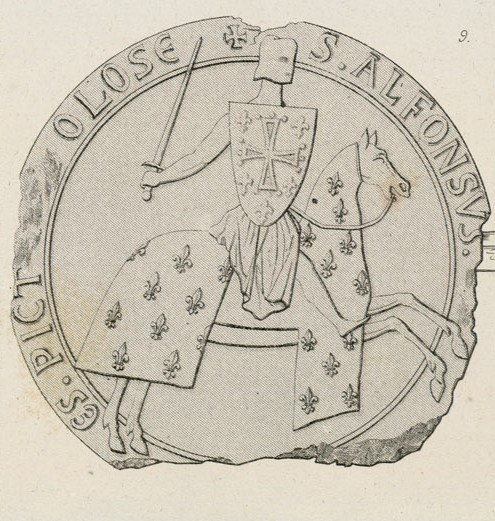
Nákres Alfonsovy pečeti

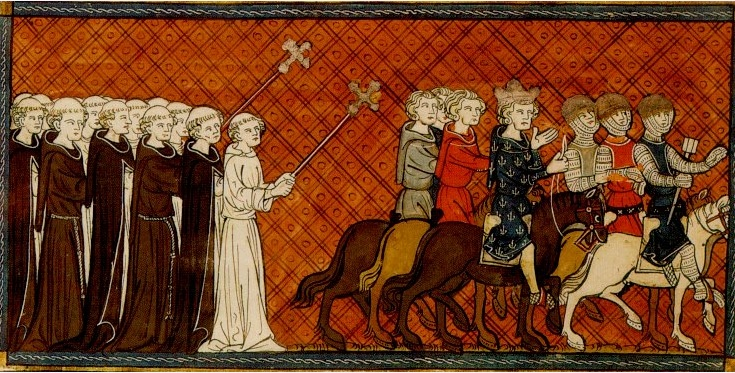
Odjezd na křížovou výpravu

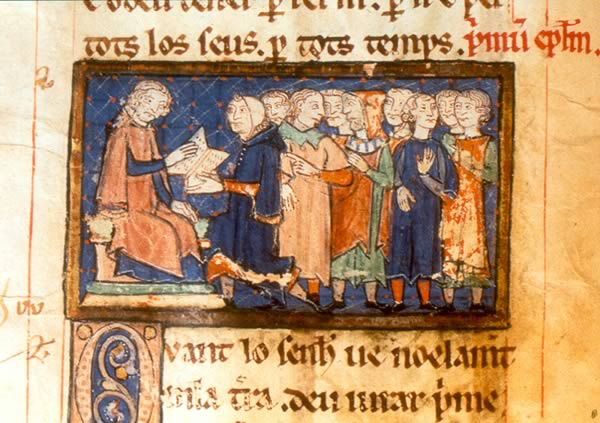
Alfons z Poitiers a měšťané z Agen (středověká iluminace)

Alfons se narodil jako jeden z mnoha synů francouzského krále Ludvíka VIII. a Blanky, dcery kastilského krále Alfonse VIII. a byl pokřtěn po svém kastilském dědovi. Otec mu zemřel na tažení proti albigenským již roku 1226 a regentství za nezletilého následníka Ludvíka IX. se ujala královna vdova. Podařilo se jí potlačit rebelie mocných vazalů, v jejichž zájmu nebyla silná monarchie. Na mírovou smlouvu z Vendôme uzavřenou s Petrem Mauclerkem a Hugem z Lusignanu navázala Pařížskou smlouvou z 12. dubna 1229 v níž toulouský hrabě Raimund VII. potvrdil rozdělení svých majetků, vzdal se dvou hejtmanství a své dceři Janě zaslíbené Alfonsovi připsal značné věno. Ke svatbě, která proběhla snad roku 1234 či 1241, bylo zapotřebí získat papežskou dispenz a zrušit předchozí Janino zasnoubení s Hugem z Lusignanu. Na základě otcovy závěti získal Alfons při pasování na rytíře roku 1241 Poitou a Auvergne. A po smrti tchána roku 1249 se stal majitelem nejrozsáhlejšího území ve Francouzském království.
Roku 1248 se připojil ke křížové výpravě svého bratra, krále Ludvíka.
| „                   | ...když se on opásal křížem, přihlásili se ke křížové výpravě i Robert, hrabě z Artois, hrabě z Poitiers, Karel, hrabě z Anjou, pozdější král sicilský, všichni tři královi bratři... | “ |
| — Jean de Joinville | |   |

Společně s bratrem králem padl do zajetí, z nějž byl propuštěn po zaplacení výkupného. Roku 1251 se společně mladším bratrem Karlem vrátil domů a ujal se po zemřelé matce správy království. Po návratu vážně onemocněl, dostal obrnu a i po absolvování nejlepší možné léčby zůstal částečně postižený.
| „                                  | Udržoval mír na svém panství... vroucně miloval Boha... ctil církev svatou...miloval řeholní řády...byl zrcadlem rytířstva...miloval chudé a štědře je obdarovával...byl přísným soudcem...zažíval jen trápení a utrpení, ale ta upevnila zdraví jeho duše... | “ |
| — Žalozpěv na hraběte poitierského | |   |

Svůj život trávil převážně v Paříži, kde si nechal poblíž Louvru postavit palác a svá panství řídil spíše na dálku. Propagoval právní reformy vytvořené královským aparátem, které rozlišovaly mezi civilním a trestním právem a zaručovaly skutečnost, že nikdo nesmí být zbaven svého práva bez soudního řízení a prokázání viny. Stejně jako Ludvík zastával nesmlouvavý postoj vůči prostitutkám, vzdal se práva na jejich ochranu a prohlásil je za hlupačky.
Roku 1270 se Alfons společně s manželkou s dalšími příbuznými vydal na křížovou výpravu do Tunisu. Vojsko zdecimovala nákaza tyfu či úplavice, které podlehl i Ludvík IX. Alfons, vášnivý příznivce křížových výprav, se po příjezdu do Itálie pokusil o novou výpravu a nakoupil lodě od Janovanů. Svůj záměr již nestačil uskutečnit, onemocněl a zemřel bezdětný. Manželka Jana jej o den později následovala. Těla zesnulých byla po náležité úpravě přepravena do Francie, Alfonsovy ostatky byly uloženy v bazilice sv. Diviše a Janiny v augustiniánském klášteře Jarcy. Jejich panství připadlo francouzské koruně.
Alfons sponzoroval vitráž s Posledním soudem v kostele sv. Radegondy v Poitiers, kde byl také jako donátor zobrazen a společně s rodinou byl zpodobněn na svorníku v kapli zámku Saint-Germain-en-Laye.

## Vývod z předků
|                   |                          |  |                       |                            |  |  |  |  |  |  |  | Ludvík VI. Francouzský |
|                   |                          |  |                       |                            |  |  |  |  |  |  |  |                        |
|                   | Ludvík VII. Francouzský  |  |                       |                            |  |  |  |  |  |  |  |                        |
|                   |                          |  |                       |                            |  |  |  |  |  |  |  |                        |
|                   |                          |  |                       | Adéla Savojská             |  |  |  |  |  |  |  |                        |
|                   |                          |  |                       |                            |  |  |  |  |  |  |  |                        |
|                   | Filip II. August         |  |                       |                            |  |  |  |  |  |  |  |                        |
|                   |                          |  |                       |                            |  |  |  |  |  |  |  |                        |
|                   |                          |  |                       | Theobald IV. z Blois       |  |  |  |  |  |  |  |                        |
|                   |                          |  |                       |                            |  |  |  |  |  |  |  |                        |
|                   | Adéla ze Champagne       |  |                       |                            |  |  |  |  |  |  |  |                        |
|                   |                          |  |                       |                            |  |  |  |  |  |  |  |                        |
|                   |                          |  |                       | Matylda Korutanská         |  |  |  |  |  |  |  |                        |
|                   |                          |  |                       |                            |  |  |  |  |  |  |  |                        |
|                   | Ludvík VIII. Francouzský |  |                       |                            |  |  |  |  |  |  |  |                        |
|                   |                          |  |                       |                            |  |  |  |  |  |  |  |                        |
|                   |                          |  |                       | Balduin IV. Henegavský     |  |  |  |  |  |  |  |                        |
|                   |                          |  |                       |                            |  |  |  |  |  |  |  |                        |
|                   | Balduin V. Henegavský    |  |                       |                            |  |  |  |  |  |  |  |                        |
|                   |                          |  |                       |                            |  |  |  |  |  |  |  |                        |
|                   |                          |  |                       | Alice z Namuru             |  |  |  |  |  |  |  |                        |
|                   |                          |  |                       |                            |  |  |  |  |  |  |  |                        |
|                   | Alžběta Henegavská       |  |                       |                            |  |  |  |  |  |  |  |                        |
|                   |                          |  |                       |                            |  |  |  |  |  |  |  |                        |
|                   |                          |  |                       | Dětřich Alsaský            |  |  |  |  |  |  |  |                        |
|                   |                          |  |                       |                            |  |  |  |  |  |  |  |                        |
|                   | Markéta I. Flanderská    |  |                       |                            |  |  |  |  |  |  |  |                        |
|                   |                          |  |                       |                            |  |  |  |  |  |  |  |                        |
|                   |                          |  |                       | Sibyla z Anjou             |  |  |  |  |  |  |  |                        |
|                   |                          |  |                       |                            |  |  |  |  |  |  |  |                        |
| Alfons z Poitiers |                          |  |                       |                            |  |  |  |  |  |  |  |                        |
|                   |                          |  |                       |                            |  |  |  |  |  |  |  |                        |
|                   |                          |  | Alfons VII. Kastilský |                            |  |  |  |  |  |  |  |                        |
|                   |                          |  |                       |                            |  |  |  |  |  |  |  |                        |
|                   | Sancho III. Kastilský    |  |                       |                            |  |  |  |  |  |  |  |                        |
|                   |                          |  |                       |                            |  |  |  |  |  |  |  |                        |
|                   |                          |  |                       | Berenguela Barcelonská     |  |  |  |  |  |  |  |                        |
|                   |                          |  |                       |                            |  |  |  |  |  |  |  |                        |
|                   | Alfons VIII. Kastilský   |  |                       |                            |  |  |  |  |  |  |  |                        |
|                   |                          |  |                       |                            |  |  |  |  |  |  |  |                        |
|                   |                          |  |                       | García VI. Navarrský       |  |  |  |  |  |  |  |                        |
|                   |                          |  |                       |                            |  |  |  |  |  |  |  |                        |
|                   | Blanka Navarrská         |  |                       |                            |  |  |  |  |  |  |  |                        |
|                   |                          |  |                       |                            |  |  |  |  |  |  |  |                        |
|                   |                          |  |                       | Markéta z Aigle            |  |  |  |  |  |  |  |                        |
|                   |                          |  |                       |                            |  |  |  |  |  |  |  |                        |
|                   | Blanka Kastilská         |  |                       |                            |  |  |  |  |  |  |  |                        |
|                   |                          |  |                       |                            |  |  |  |  |  |  |  |                        |
|                   |                          |  |                       | Geoffroy V. z Anjou        |  |  |  |  |  |  |  |                        |
|                   |                          |  |                       |                            |  |  |  |  |  |  |  |                        |
|                   | Jindřich II. Plantagenet |  |                       |                            |  |  |  |  |  |  |  |                        |
|                   |                          |  |                       |                            |  |  |  |  |  |  |  |                        |
|                   |                          |  |                       | Matylda Anglická           |  |  |  |  |  |  |  |                        |
|                   |                          |  |                       |                            |  |  |  |  |  |  |  |                        |
|                   | Eleonora Anglická        |  |                       |                            |  |  |  |  |  |  |  |                        |
|                   |                          |  |                       |                            |  |  |  |  |  |  |  |                        |
|                   |                          |  |                       | Vilém X. Akvitánský        |  |  |  |  |  |  |  |                        |
|                   |                          |  |                       |                            |  |  |  |  |  |  |  |                        |
|                   | Eleonora Akvitánská      |  |                       |                            |  |  |  |  |  |  |  |                        |
|                   |                          |  |                       |                            |  |  |  |  |  |  |  |                        |
|                   |                          |  |                       | Eleonora ze Châtelleraultu |  |  |  |  |  |  |  |                        |
|                   |                          |  |                       |                            |  |  |  |  |  |  |  |                        |